# Добровский сельский совет
До́бровский се́льский сове́т (укр. Добрівська сільська рада, крымскотат. Mamut Sultan köy şurası, Мамут Султан кой шурасы) — административно-территориальная единица в Симферопольском районе АР Крым Украины (фактически до 2014 года), ранее до 1991 года — в  составе Крымской области УССР в СССР, до 1954 года — в составе Крымской области РСФСР в СССР, до 1945 года — в составе Крымской АССР РСФСР в СССР.

## История и состав
В 1930-е годы был образован Мамут-Султанский сельсовет. В 1945 году после переименования его центра был образован Добровский сельсовет.
К 2014 году включал 12 сёл:
- Доброе (Мамут-Султан)
- Андрусово (Тахта-Джами)
- Заречное (Шумхай)
- Краснолесье (Тавель)
- Лозовое (Эски-Орда)
- Мраморное (Бююк-Янкой)
- Перевальное (Ангара)
- Петропавловка
- Пионерское (Джолман)
- Привольное (Тавшан-Базар)
- Ферсманово (Тотайкой)
- Чайковское (Тирке, Ени-Сала)

С 2014 года на месте сельсовета находится Добровское сельское поселение.
Адрес Симферопольский р-н, с. Доброе, ул. 40 лет победы, д. 11.